# Nos cœurs meurtris
Pour plus de détails, voir Fiche technique et Distribution.
Nos cœurs meurtris (Purple Hearts) est un film romantique américain réalisé par Elizabeth Allen Rosenbaum et sorti en 2022 sur Netflix. Il s'agit d'une adaptation du roman du même nom de Tess Wakefield.

## Synopsis
Cassie est une jeune femme belle et elle a un grand talent : la musique. Elle est aussi  fauchée. Elle n'arrive pas à payer son loyer ni son traitement contre le diabète. Luke est un soldat du corps des Marines, sur le point d'être envoyé en Irak. Ancien toxicomane, il doit une somme importante à son ancien dealer. Pour faire face à cette situation, ils décident de se marier, connaissant tous les deux les conséquences d'un mariage blanc. Leur courte relation avant le départ de Luke est explosive. Cassie compose plusieurs chansons, inspirées par Luke et leur relation. Elle entame une carrière prometteuse de chanteuse.
Quand Luke revient blessé au combat, ils emménagent ensemble. Leur relation est toujours explosive, mais ils commencent aussi à s'apprécier. Luke se remet doucement de sa blessure à la jambe. L'ancien dealer de Luke agresse la mère de Cassie, celle-ci le lui reproche et demande de mettre fin à cette relation truquée. Luke rembourse sa dette, mais le dealer les dénonce à la justice militaire. Luke est condamné à six mois de détention au fort Pendelton, mais Cassie, se rendant compte de son amour, décide de l'attendre.

## Fiche technique
Sauf indication contraire, les informations mentionnées dans cette section peuvent être confirmées par la base de données cinématographiques IMDb,  présente dans la section « Liens externes ».
- Titre original : Purple Hearts
- Titre français : Nos cœurs meurtris
- Réalisation : Elizabeth Allen Rosenbaum
- Scénario : Liz W. Garcia (en) et Kyle Jarrow, d'après le roman de Tess Wakefield
- Musique : Tony Kanal et Blake Neely
- Direction artistique : Amanda Knehans et Felicity Nove
- Décors : Lucila Caro
- Costumes : Rachael Grubbs
- Photographie : Matt Sakatani Roe
- Montage : Ishai Setton
- Production : Elysa Koplovitz Dutton et Leslie Morgenstein (en)
  - Coproducteurs : Matthew Bloomgarden, Kendyll Boucher, Romy Golan, Kyle Jarrow et Matt Sakatani Roe
  - Producteurs délégués : Sofia Carson, Amy Baer, Laura Char Carson, Paul O. Davis, Hugo Grumbar, Tim Haslam et Elizabeth Allen Rosenbaum
- Sociétés de production : Alloy Entertainment, Netflix et Embankment Films
- Société de distribution : Netflix
- Pays d'origine :  États-Unis
- Langues originales : anglais
- Format : Couleur
- Genre : drame, romance
- Durée : 122 minutes
- Date de sortie :
  - Monde : 29 juillet 2022 (sur Netflix)

## Distribution
- Sofia Carson (VF : Léopoldine Serre) : Cassie Salazar
- Nicholas Galitzine (VF : Jim Redler) : Luke Morrow
- Chosen Jacobs (VF : Mike Fédée) : Frankie
- Kat Cunning : Nora, la collègue et meilleure amie de Cassie
- Loren Escandon (VF : Magali Rosenzweig) : Marisol Salazar, mère de Cassie
- Linden Ashby (VF : Luc Boulad) : Jacob Morrow Sr., père de Luke
- Scott Deckert (VF : Oscar Douieb) : Jacob Morrow Jr., frère de Luke
- Sarah Rich (VF : Marion Gress) : Hailey, femme de Jacob Morrow Jr
- John Harlan Kim : Toby
- Anthony Ippolito (VF : Simon Koukissa-Barney) : Johnno

 Source et légende : version française (VF) sur RS Doublage

## Production

### Genèse et développement
En novembre 2020, Sofia Carson a été choisie pour le rôle principal féminin. Elle tient le rôle principal, elle est productrice exécutive, elle chante et elle a co-écrit les chansons originales que compose son personnage à l’écran.
Au cours de ce même mois, il a été révélé que Charles Melton avait été choisi pour le rôle principal masculin, mais juste avant le début de la production en août 2021, Nicholas Galitzine aurait repris le rôle,.
Les droits du film appartenaient à l'origine à Alloy Entertainment, mais Netflix leur a acheté les droits en août 2021. La production du film a commencé peu de temps après, avec la plupart des scènes du film enregistrées dans des endroits autour de Riverside et de San Diego en Californie.
En septembre 2021, Chosen Jacobs, John Harlan Kim, Anthony Ippolito, Kat Cunning, Sarah Rich, Scott Deckert et Linden Ashby complètent le casting.

### Tournage
Le tournage a commencé en août 2021, et s'est terminée en octobre de la même année. Le tournage a eu lieu dans le comté de Los Angeles, le comté de San Diego, Riverside en Californie et Austin au Texas .
La réalisatrice, Elizabeth Allen Rosenbaum, a travaillé avec le conseiller militaire et vétéran de la marine James Dever pour que le projet Netflix tourne sur la base de Camp Pendleton. La première proposition a été rejetée, cependant, après que James Dever ait ajouté sa touche au scénario, l'autorisation a été accordée pour filmer.
Dans un tweet  Sofia Carson a révélé que deux représentations spéciales pour le film auraient lieu le 3 octobre 2021 au Whisky a Go Go, une boîte de nuit située à West Hollywood et le 4 octobre 2021 au Hollywood Bowl, théâtre sur les hauteurs de Hollywood, à Los Angeles.

## Musique
Justin Tranter, auteur-compositeur-interprète cité aux Grammy Awards, a écrit et produit les chansons du film. Sofia Carson chante et a co-écrit les chansons originales du film.
Le 12 juillet 2022, Hollywood Records a sorti le single Come Back Home (en) pour aider à promouvoir le film. À la sortie du film, la bande originale officielle du film a été rendue disponible numériquement. La tracklist se compose de huit chansons, toutes interprétées par Sofia Carson et comprend quatre chansons originales co-écrites par Sofia.
L'album Purple Hearts (en) est sorti le 29 juillet 2022 :
1. Come Back Home (en) : 2:57
2. I Hate the Way : 3:14
3. Blue Side of the Sky : 3:03
4. I Didn't Know : 3:04
5. Feel It Still : 2:25
6. Sweet Caroline : 2:19
7. I Hate the Way (Stripped) : 3:41
8. Come Back Home (Stripped) : 2:41

Le 3 août 2022, Sofia Carson a publié le clip officiel de Come Back Home,.

## Sortie et accueil
Disponible depuis le 29 juillet, Nos cœurs meurtris multiplie les records. Au cours de la première semaine de sortie, le film est dans le Top 10 dans le monde entier. Quelques jours après, il est no 1 dans plus de 93 pays. Il a déjà été vu plus de 150 millions d’heures dont près de 103 millions rien qu’en deuxième semaine. C'est le meilleur score hebdomadaire de l’année pour un film, devant The Gray Man et ses 96 millions d’heures, le film le plus cher de l’histoire de la plateforme, a été évincé de la tête des classements. Fort d’un budget de 200 millions de dollars, le film avec Ryan Gosling et Chris Evans n’a rien pu faire face à la comédie romantique
La bande originale cartonne sur Spotify aux États-Unis où les deux titres phares, Come Back Home (en) et I didn’t know cumulent plus de 11,5 millions d’écoutes. Même en France, l’album est numéro des ventes sur iTunes.